# Hypsurus caryi
Hypsurus caryi is een straalvinnige vissensoort uit de familie van brandingbaarzen (Embiotocidae). De wetenschappelijke naam van de soort is voor het eerst geldig gepubliceerd in 1853 door Louis Agassiz. De oorspronkelijke soortnaam was Embiotoca caryi. De soort is genoemd naar T.G. Cary uit San Francisco (Californië), die een collectie vissen naar Agassiz zond waarin deze soort voorkwam.